# Skarb z Witaszkowa

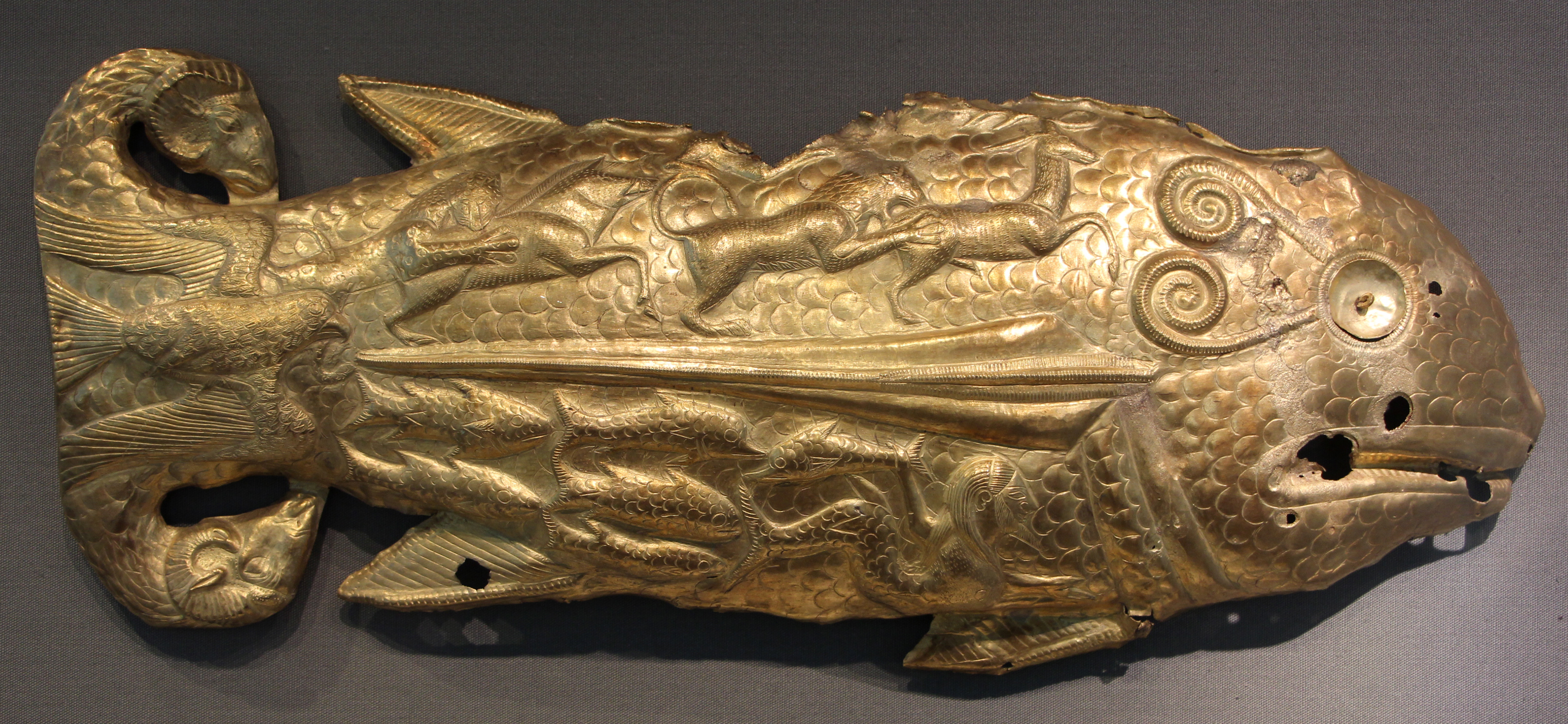
Ryba - element tzw. skarbu z Witaszkowa

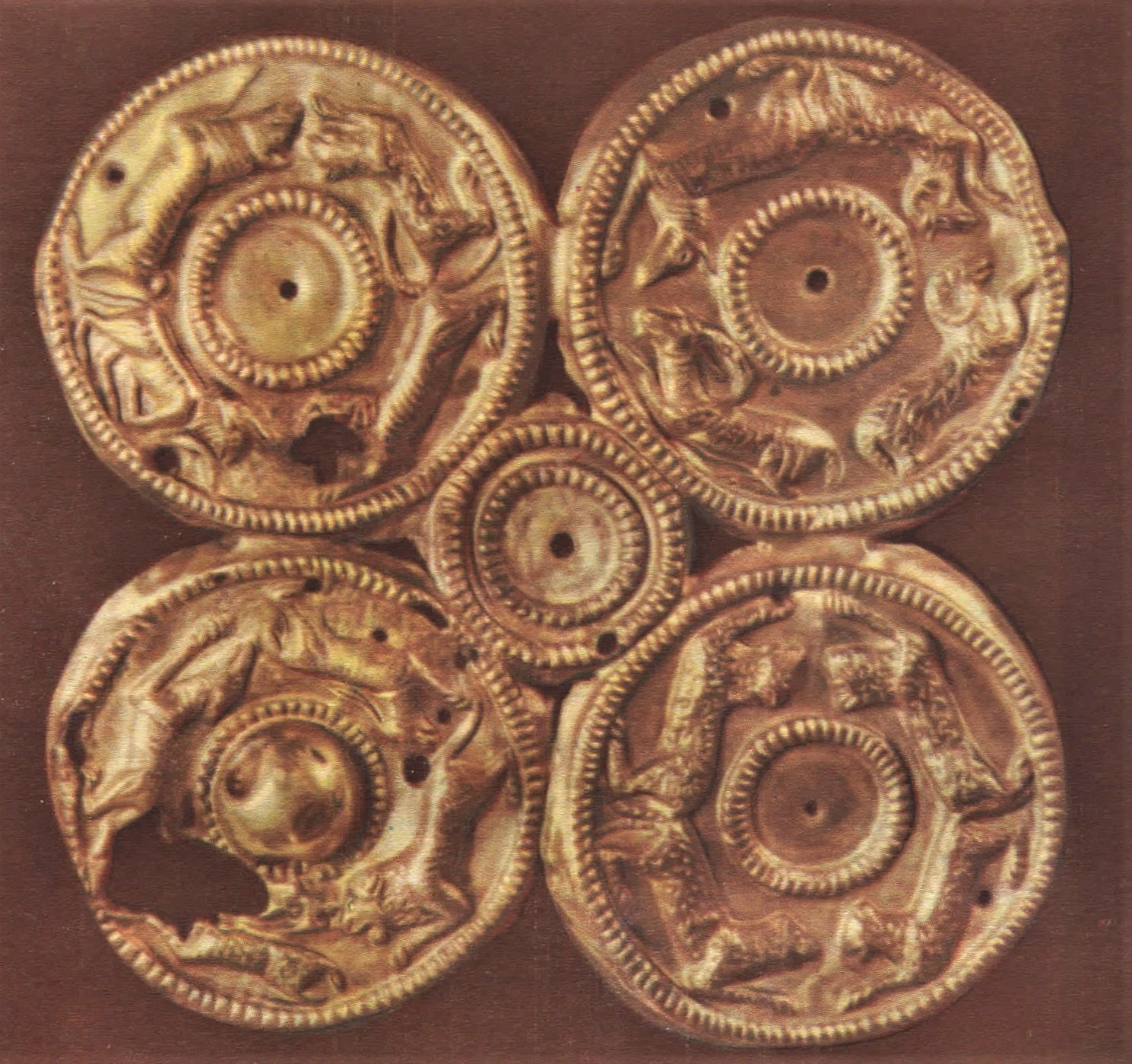
Część tzw. skarbu z Witaszkowa

Skarb z Witaszkowa, także złoty skarb scytyjski z Witaszkowa, znalezisko z Witaszkowa – zbiór złotych przedmiotów scytyjskich, odnaleziony w Vettersfelde (obecnie Witaszkowo) w 1882 r.

## Opis
Skarb odkrył 5 października 1882 r. rolnik August Lauschke. Ogółem w skład „skarbu z Witaszkowa" wchodziło ponad 20 wykonanych ze złota przedmiotów, w tym:
- złota ryba o długości 41 cm i wadze ok. 608,5 grama
- okucie gorytosu, o długości 41 cm, w kształcie ryby, której ciało wypełnione jest przedstawieniami innych zwierząt,
- uchwyt akinakesu wraz z okuciem pochwy, zdobioną również ornamentyką zwierzęcą,
- 2 naszyjniki,
- naramiennik,
- osełka w złotej oprawce.

Przedmioty były datowane na ok. 500 r. p.n.e.
Większość tych znalezisk znajduje się obecnie w Berlinie w Antikensammlung; część, która przed wojną znajdowała się w muzeum w Guben, zaginęła w czasie wojny lub po jej zakończeniu; w Polsce znajduje się kilka kopii złotej ryby, która jest jednym z najbardziej znanych i najczęściej wspominanych znalezisk archeologicznych w Europie.
Archeolodzy polscy po drugiej wojnie światowej bezskutecznie usiłowali zidentyfikować miejsce znalezienia tego depozytu scytyjskiego. Dopiero w 2001 amerykański archeolog Louis D. Nebelsick wraz z prof. UKSW dr. hab. Zbigniewem Kobylińskim, dzięki studiom nad archiwalnymi mapami oraz badaniom geofizycznym i wykopaliskowym ustalili, gdzie w rzeczywistości depozyt ten był ukryty. Było to pole orne położone między dzisiejszymi wsiami Witaszkowo i Kozów. 
W wyniku wykopalisk prowadzonych w tym miejscu w latach 2001–2004 przez Instytut Archeologii i Etnologii Polskiej Akademii Nauk, Uniwersytet Kardynała Stefana Wyszyńskiego w Warszawie i Urząd ds. Archeologii Saksonii udało się stwierdzić, że skarb ten stanowił wotywny depozyt związany z kultem źródła wody. Teorie o tym, że skarb był częścią kurhanu, zostały już wcześniej obalone, ponieważ Scytowie nie wznosili kurhanów we wrogim kraju.